# Oláhdellő
Oláhdellő (románul: Dileu Vechi) falu Romániában, Maros megyében.

## Története
Marosugra község része. A trianoni békeszerződésig Kis-Küküllő vármegye Radnóti járásához tartozott.

## Népessége
2002-ben 239 lakosa volt, ebből 109 román, 105 magyar és 25 cigány nemzetiségű.

## Vallások
A falu lakói közül 108-an ortodox, 4-en görögkatolikus, 4-en római katolikus, 114-en református és 6-an pünkösdista hitűek, illetve 1 fő unitárius.